# Goera malayana
Goera malayana är en nattsländeart som beskrevs av Fischer 1970. Goera malayana ingår i släktet Goera och familjen grusrörsnattsländor. Inga underarter finns listade i Catalogue of Life.